# RuPaul's Drag Race
Drag Race (conocido también como RuPaul: Carrera de Drags en Hispanoamérica, y RuPaul: Reinas del drag en España) es un programa de telerrealidad y competición estadounidense producido por World of Wonder para Logo, desde la temporada 9 para VH1 y desde la temporada 15 para MTV. El programa muestra a RuPaul en su búsqueda de la "siguiente superestrella drag estadounidense". Además de ello, juega el papel de presentador, mentor, jurado principal y vedette. Actualmente en Latinoamérica y España el programa es transmitido vía streaming por Netflix desde la temporada 1 hasta la 15. También se trasmitió vía VH1 Latinoamérica hasta la temporada 4 .

## Formato del programa
Todos los concursantes seleccionados deben tener 21 años de edad o más al momento de la grabación.
RuPaul's Drag Race usa un formato de eliminaciones semanales. Cada semana los concursantes enfrentan una serie de desafíos, guiados y aconsejados por RuPaul. La mayoría de los retos consisten en sesiones de fotos, monólogos, musicales, actuaciones, etc., y deben encararlos actuando como sus drag-queens. Luego son enfrentadas frente a los jueces, los cuales opinan y critican a las concursantes para que RuPaul tome una decisión y elija quien será la ganadora del reto, la cual recibirá inmunidad para la próxima semana. RuPaul dejó de dar inmunidad desde la sexta temporada. Luego, se decide quienes son las dos peores concursantes. Para decidir quien de ellas será eliminada, RuPaul exige un último desafío por capítulo llamado lip-sync for your life, en el cual estas deben hacer playback (o fonomímica) de una canción. Finalmente RuPaul decide quién es la concursante que se queda y la concursante que se debe retirar de la competencia.
Durante las tres primeras temporadas solo dos participantes llegaban a la final, siendo una elección privada de la ganadora. A partir de la temporada 4 se realiza un evento público con las últimas tres participantes, en el cual se graba la coronación de las tres participantes por separado, y solo hasta la emisión del programa por televisión, se sabe quien es la ganadora.
Desde la temporada 9 la final consta de 4 semifinalistas, estos se enfrentan en un lip-sync for the crown, después de esa ronda los dos finalistas que resten deberán hacer un último lip-sync, y el que gane será coronado como la nueva estrella Drag.

## Jueces
El panel de jueces está constituido por tres jueces continuos y uno o más invitados por capítulo.
El jurado inicial estuvo constituido por RuPaul, Santino Rice y Merle Ginsberg, hasta la tercera temporada, en que Ginsberg fue sustituida por Michelle Visage. A partir de la séptima temporada, Santino abandonó su puesto como juez. A partir de entonces el jurado estuvo compuesto por Michelle Visage, Ross Mathews y Carson Kressley, teniendo que renovar el panel reemplazando a Matthews por Todrick Hall.
| Juez            | Temporadas | Temporadas | Temporadas | Temporadas | Temporadas | Temporadas | Temporadas | Temporadas | Temporadas | Temporadas | Temporadas | Temporadas | Temporadas | Temporadas | Temporadas | Temporadas | Temporadas |
| Juez            | 1          | 2          | 3          | 4          | 5          | 6          | 7          | 8          | 9          | 10         | 11         | 12         | 13         | 14         | 15         | 16         | 17         |
| --------------- | ---------- | ---------- | ---------- | ---------- | ---------- | ---------- | ---------- | ---------- | ---------- | ---------- | ---------- | ---------- | ---------- | ---------- | ---------- | ---------- | ---------- |
| RuPaul          | Principal  | Principal  | Principal  | Principal  | Principal  | Principal  | Principal  | Principal  | Principal  | Principal  | Principal  | Principal  | Principal  | Principal  | Principal  | Principal  | Principal  |
| Merle Ginsberg  | Principal  | Principal  |            |            |            |            | Invitada   |            |            |            |            |            |            |            |            |            |            |
| Santino Rice    | Principal  | Principal  | Principal  | Principal  | Principal  | Principal  | Invitado   |            |            |            |            |            |            |            |            |            |            |
| Michelle Visage |            |            | Principal  | Principal  | Principal  | Principal  | Principal  | Principal  | Principal  | Principal  | Principal  | Principal  | Principal  | Principal  | Principal  | Principal  | Principal  |
| Billy B         |            |            | Principal  | Principal  |            |            |            |            |            |            |            |            |            |            |            |            |            |
| Mike Ruiz       | Invitado   | Invitado   | Principal  | Principal  | Invitado   | Invitado   |            |            |            |            |            |            |            |            |            |            |            |
| Lucian Piane    |            |            | Invitado   | Invitado   | Invitado   | Invitado   | Invitado   | Invitado   |            |            |            |            |            |            |            |            |            |
| Ross Mathews    |            |            |            | Invitado   |            |            | Principal  | Principal  | Principal  | Principal  | Principal  | Principal  | Principal  | Principal  | Principal  | Principal  | Principal  |
| Carson Kressley |            |            |            |            |            |            | Principal  | Principal  | Principal  | Principal  | Principal  | Principal  | Principal  | Principal  | Principal  | Principal  | Principal  |
| Jeffrey Moran   | Invitado   | Invitado   | Invitado   | Invitado   | Invitado   |            |            |            |            |            |            |            |            |            |            |            |            |
| Todrick Hall    |            |            |            |            |            |            |            |            | Invitado   | Invitado   | Invitado   | Invitado   |            |            |            |            |            |
| Jamal Sims      |            |            |            |            |            | Invitado   | Invitado   | Invitado   |            |            | Invitado   | Invitado   | Invitado   |            |            |            |            |
| Ts Madison      |            |            |            |            |            |            |            |            |            |            |            |            | Invitada   | Invitada   | Principal  | Principal  | Principal  |

## Premios
Cada temporada, el ganador de RuPaul's Drag Race recibe una selección de premios, estos premios han aumentado en valor cada temporada debido a que el espectáculo se ha vuelto más popular y recibió un mayor presupuesto.

## Temporadas
| Temporada | Temporada | Concursantes | Episodios | Episodios | Emisión original      | Emisión original    | Emisión original | Ganadora           | Subcampeona(s)                 | Miss Simpatía                |
| Temporada | Temporada | Concursantes | Episodios | Episodios | Primera emisión       | Última emisión      | Cadena           | Ganadora           | Subcampeona(s)                 | Miss Simpatía                |
| --------- | --------- | ------------ | --------- | --------- | --------------------- | ------------------- | ---------------- | ------------------ | ------------------------------ | ---------------------------- |
|           | 1         | 9            | 9         | 9         | 2 de febrero de 2009  | 23 de marzo de 2009 | Logo TV          | BeBe Zahara Benet  | Nina Flowers                   | Nina Flowers                 |
|           | 2         | 12           | 12        | 12        | 1 de febrero de 2010  | 26 de abril de 2010 | Logo TV          | Tyra Sanchez       | Raven                          | Pandora Boxx                 |
|           | 3         | 13           | 16        | 16        | 24 de enero de 2011   | 2 de mayo de 2011   | Logo TV          | Raja               | Manila Luzon                   | Yara Sofia                   |
|           | 4         | 13           | 14        | 14        | 30 de enero de 2012   | 30 de abril de 2012 | Logo TV          | Sharon Needles     | Chad Michaels & Phi Phi O'Hara | Latrice Royale               |
|           | 5         | 14           | 14        | 14        | 28 de enero de 2013   | 6 de mayo de 2013   | Logo TV          | Jinkx Monsoon      | Alaska & Roxxxy Andrews        | Ivy Winters                  |
|           | 6         | 14           | 14        | 14        | 24 de febrero de 2014 | 19 de mayo de 2014  | Logo TV          | Bianca Del Rio     | Adore Delano & Courtney Act    | BenDeLaCreme                 |
|           | 7         | 14           | 14        | 14        | 2 de marzo de 2015    | 1 de junio de 2015  | Logo TV          | Violet Chachki     | Ginger Minj & Pearl            | Katya                        |
|           | 8         | 12           | 10        | 10        | 7 de marzo de 2016    | 16 de mayo de 2016  | Logo TV          | Bob The Drag Queen | Kim Chi & Naomi Smalls         | Cynthia Lee Fontaine         |
|           | 9         | 14           | 14        | 14        | 24 de marzo de 2017   | 23 de junio de 2017 | VH1              | Sasha Velour       | Peppermint                     | Valentina                    |
|           | 10        | 14           | 14        | 14        | 22 de marzo de 2018   | 28 de junio de 2018 | VH1              | Aquaria            | Eureka & Kameron Michaels      | Monét X Change               |
|           | 11        | 15           | 14        | 14        | 28 de febrero de 2019 | 30 de mayo de 2019  | VH1              | Yvie Oddly         | Brooke Lynn Hytes              | Nina West                    |
|           | 12        | 13           | 14        | 14        | 28 de febrero de 2020 | 29 de mayo de 2020  | VH1              | Jaida Essence Hall | Crystal Methyd & Gigi Goode    | Heidi N Closet               |
|           | 13        | 13           | 16        | 16        | 1 de enero de 2021    | 23 de abril de 2021 | VH1              | Symone             | Kandy Muse                     | LaLa Ri                      |
|           | 14        | 14           | 16        | 16        | 7 de enero de 2022    | 22 de abril de 2022 | VH1              | Willow Pill        | Lady Camden                    | Kornbread "The Snack" Jeté   |
|           | 15        | 16           | 16        | 16        | 6 de enero de 2023    | 14 de abril de 2023 | MTV              | Sasha Colby        | Anetra                         | Malaysia Babydoll Foxx       |
|           | 16        | 14           | 16        | 16        | 5 de enero de 2024    | 19 de abril de 2024 | MTV              | Nymphia Wind       | Sapphira Cristal               | Sapphira Cristál Xunami Muse |
|           | 17        | 14           | 16        | 16        | 3 de enero de 2025    | 18 de abril de 2025 | MTV              | Onya Nurve         | Jewels Sparkles                | Crystal Envy                 |

## Concursantes
Las concursantes que han competido en RuPaul's Drag Race (184 hasta el momento) son:
(nombre al momento del concurso)
| Lugar     | Temporada 1                | Temporada 2              | Temporada 3             | Temporada 4                      | Temporada 5                       | Temporada 6                   | Temporada 7                            | Temporada 8              | Temporada 9                    | Temporada 10                       | Temporada 11                                  | Temporada 12                  | Temporada 13               | Temporada 14                                   | Temporada 15                                | Temporada 16        | Temporada 17         |
| --------- | -------------------------- | ------------------------ | ----------------------- | -------------------------------- | --------------------------------- | ----------------------------- | -------------------------------------- | ------------------------ | ------------------------------ | ---------------------------------- | --------------------------------------------- | ----------------------------- | -------------------------- | ---------------------------------------------- | ------------------------------------------- | ------------------- | -------------------- |
| Ganadora  | Bebe Zahara Benet          | Tyra Sanchez             | Raja                    | Sharon Needles                   | Jinkx Monsoon                     | Bianca Del Rio                | Violet Chachki                         | Bob The Drag Queen       | Sasha Velour                   | Aquaria                            | Yvie Oddly                                    | Jaida Essence Hall            | Symone                     | Willow Pill                                    | Sasha Colby                                 | Nymphia Wind        | Onya Nurve           |
| Finalista | Nina Flowers               | Raven                    | Manila Luzon            | - Chad Michaels - Phi Phi O'Hara | - Alaska - Roxxxy Andrews         | - Adore Delano - Courtney Act | - Pearl - Ginger Minj                  | - Kim Chi - Naomi Smalls | Peppermint                     | - Eureka O´Hara - Kameron Michaels | Brooke Lynn Hytes                             | - Crystal Methyd - Gigi Goode | Kandy Muse                 | Lady Camden                                    | Anetra                                      | Sapphira Cristal    | Jewels Sparkles      |
| 3.ª       | Rebecca Glasscock          | Jujubee                  | Alexis Mateo            | - Chad Michaels - Phi Phi O'Hara | - Alaska - Roxxxy Andrews         | - Adore Delano - Courtney Act | - Pearl - Ginger Minj                  | - Kim Chi - Naomi Smalls | - Shea Couleé - Trinity Taylor | - Eureka O´Hara - Kameron Michaels | - A'keria C. Davenport - Silky Nutmeg Ganache | - Crystal Methyd - Gigi Goode | - Gottmik - Rosé           | -Angeria Paris VanMicheals -Bosco - Daya Betty | -Luxx Noir London -Mistress Isabelle Brooks | Plane Jane          | -Lexi Love -Sam Star |
| 4.ª       | Shannel                    | Tatianna                 | Yara Sofia              | Latrice Royale                   | Detox Icunt                       | Darienne Lake                 | Kennedy Davenport                      | Chi Chi DeVayne          | - Shea Couleé - Trinity Taylor | Asia O'Hara                        | - A'keria C. Davenport - Silky Nutmeg Ganache | Sherry Pie                    | - Gottmik - Rosé           | -Angeria Paris VanMicheals -Bosco - Daya Betty | -Luxx Noir London -Mistress Isabelle Brooks | Q                   | -Lexi Love -Sam Star |
| 5.ª       | Ongina                     | Pandora Boxx             | Carmen Carrera          | Kenya Michaels                   | Coco Montrese                     | BenDeLaCreme                  | Katya                                  | Derrick Barry            | Alexis Michelle                | Miz Cracker                        | Vanessa Vanjie Mateo                          | Jackie Cox                    | Olivia Lux                 | -Angeria Paris VanMicheals -Bosco - Daya Betty | Loosey LaDuca                               | Morphine Love Dion  | Suzie Toot           |
| 6.ª       | Jade Sotomayor             | Jessica Wild             | Shangela Laquifa Wadley | Dida Ritz                        | Alyssa Edwards                    | Joslyn Fox                    | Trixie Mattel                          | Thorgy Thor              | Nina Bo'Nina Brown             | Monét X Change                     | Nina West                                     | Heidi N Closet                | Utica Queen                | - DeJa Skye - Jorgeous                         | Salina EsTitties                            | Dawn                | Lana Ja'Rae          |
| 7.ª       | Akashia                    | Sahara Davenport         | Delta Work              | Willam                           | Ivy Winters                       | Trinity K. Bonet              | Miss Fame                              | Robbie Turner            | Valentina                      | The Vixen                          | Shuga Cain                                    | Widow Von'Du                  | Tina Burner                | - DeJa Skye - Jorgeous                         | Marcia Marcia Marcia                        | Mhi'ya Iman LePaige | Lydia B Kollins      |
| 8.ª       | Tammie Brown               | Morgan McMichaels        | Stacy Layne Matthews    | Jiggly Caliente                  | Jade Jolie                        | Laganja Estranja              | Jaidynn Diore Fierce                   | Acid Betty               | Farrah Moan                    | Monique Heart                      | Plastique Tiara                               | Jan                           | Denali                     | Jasmine Kennedie                               | Malaysia Babydoll Foxx                      | Plasma              | Arrietty             |
| 9.ª       | Victoria "Porkchop" Parker | Kylie Sonique Love       | Mariah Paris Balenciaga | Milan                            | Lineysha Sparx                    | Milk                          | Max                                    | Naysha Lopez             | Aja                            | Blair St. Clair                    | Ra'Jah O'Hara                                 | Brita                         | Elliott with 2 Ts          | Kerri Colby                                    | Spice                                       | Xunami Muse         | Kori King            |
| 10.ª      |                            | Mystique Summers Madison | India Ferrah            | Madame LaQueer                   | - Vivienne Pinay - Honey Mahogany | Gia Gunn                      | Kandy Ho                               | Cynthia Lee Fontaine     | Cynthia Lee Fontaine           | Mayhem Miller                      | Scarlet Envy                                  | Aiden Zhane                   | LaLa Ri                    | Maddy Morphosis                                | Jax                                         | Megami              | Acacia Forgot        |
| 11.ª      | Nicole Paige Brooks        | Mimi Imfurst             | The Princess            | April Carrión                    | - Vivienne Pinay - Honey Mahogany | Mrs. Kasha Davis              | - Dax ExclamationPoint - Laila McQueen | Eureka O´Hara            | Dusty Ray Bottoms              | Ariel Versace                      | Nicky Doll                                    | Tamisha Iman                  | Orion Story                | Aura Mayari                                    | Geneva Karr                                 | Crystal Envy        |                      |
| 12.ª      | Shangela Laquifa Wadley    | Phoenix                  | Lashauwn Beyond         | Monica Beverly Hillz             | Vivacious                         | Jasmine Masters               | - Dax ExclamationPoint - Laila McQueen | Charlie Hides            | Yuhua Hamasaki                 | Mercedes Iman Diamond              | Rock M. Sakura                                | Joey Jay                      | Kornbread "The Snack" Jeté | Robin Fierce                                   | Amanda Tori Meating                         | Hormona Lisa        |                      |
| 13.ª      |                            | Venus D-Lite             | Alisa Summers           | Serena ChaCha                    | Magnolia Crawford                 | Sasha Belle                   |                                        | Kimora Blac              | Kalorie Karbdashian-Williams   | Honey Davenport                    | Dahlia Sin                                    | Kahmora Hall                  | Alyssa Hunter              | Amethyst                                       | Mirage                                      | Joella              |                      |
| 14.ª      |                            |                          | Penny Tration           | Kelly Mantle                     | Tempest DuJour                    | Jaymes Mansfield              | Vanessa Vanjie Mateo                   | Kahanna Montrese         |                                |                                    | June Jambalaya                                | Sugar                         | Hershii Licquour Jeté      | Lucky Starzzz                                  |                                             |                     |                      |
| 15.ª      |                            |                          |                         |                                  |                                   |                               | Soju                                   |                          | Princess Poppy                 |                                    |                                               |                               |                            |                                                |                                             |                     |                      |
| 16.ª      |                            |                          |                         |                                  |                                   |                               |                                        |                          |                                |                                    |                                               |                               |                            |                                                | Irene DuBois                                |                     |                      |

* Durante una competencia en curso se coloca a las participantes en orden alfabético, a medida que se van eliminando se les otorga su lugar correspondiente. No significa que sea corresponda al orden de eliminación oficial.
     La concursante fue votada como "Miss Simpatía".
     La concursante fue descalificada.
     La concursante eliminada anteriormente, regresó y avanzó en la competencia.
     La concursante eliminada anteriormente, regresó y fue eliminada en el mismo episodio.
     La concursante regresó de una temporada pasada.
     La concursante decide renunciar a la competencia.
     La concursante por motivos médicos tuvo que abandonar la competencia
     Doble eliminación.
     La concursante ganó la temporada.

### Galería de ganadoras

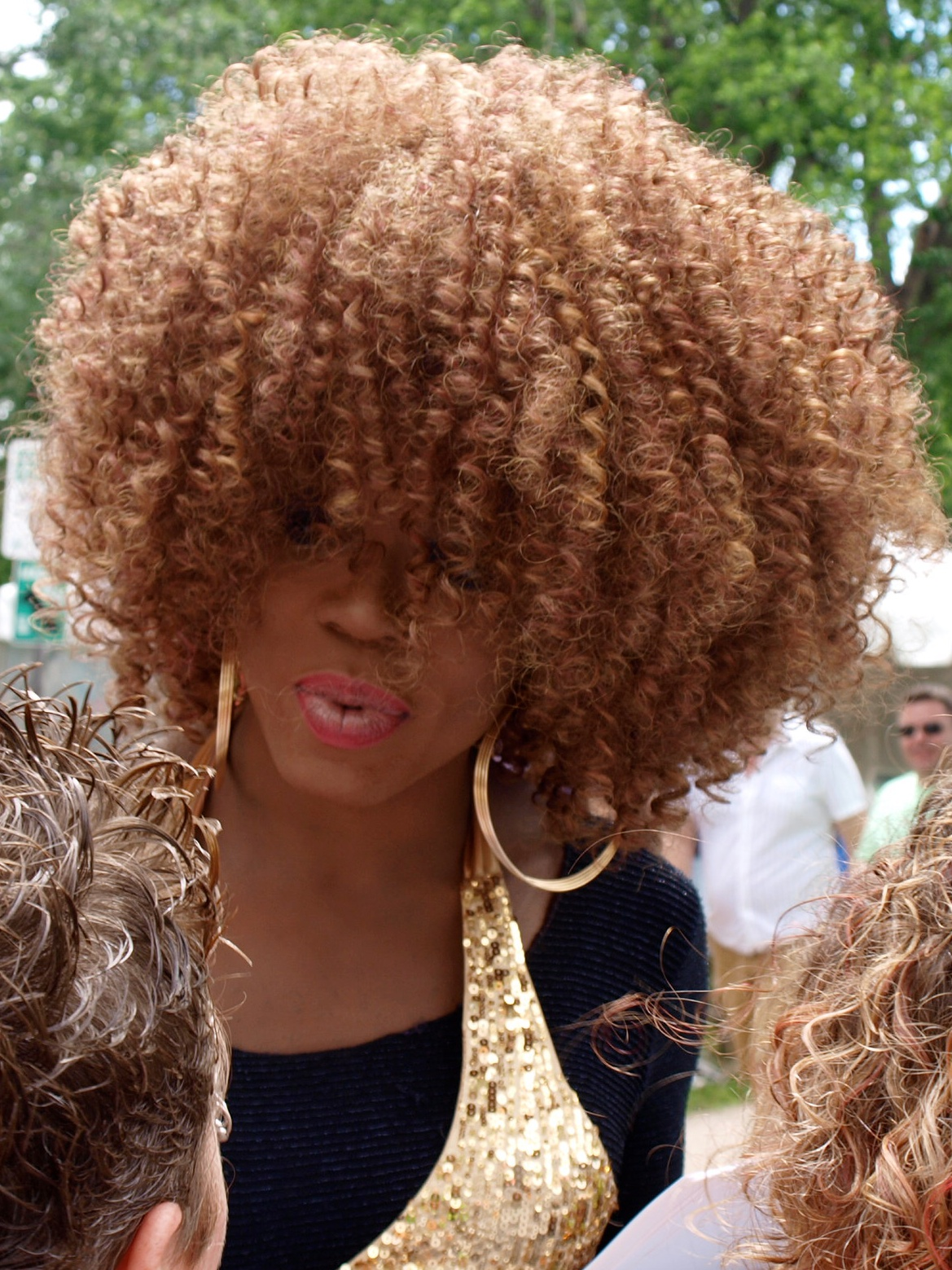
Temporada 1: BeBe Zahara Benet
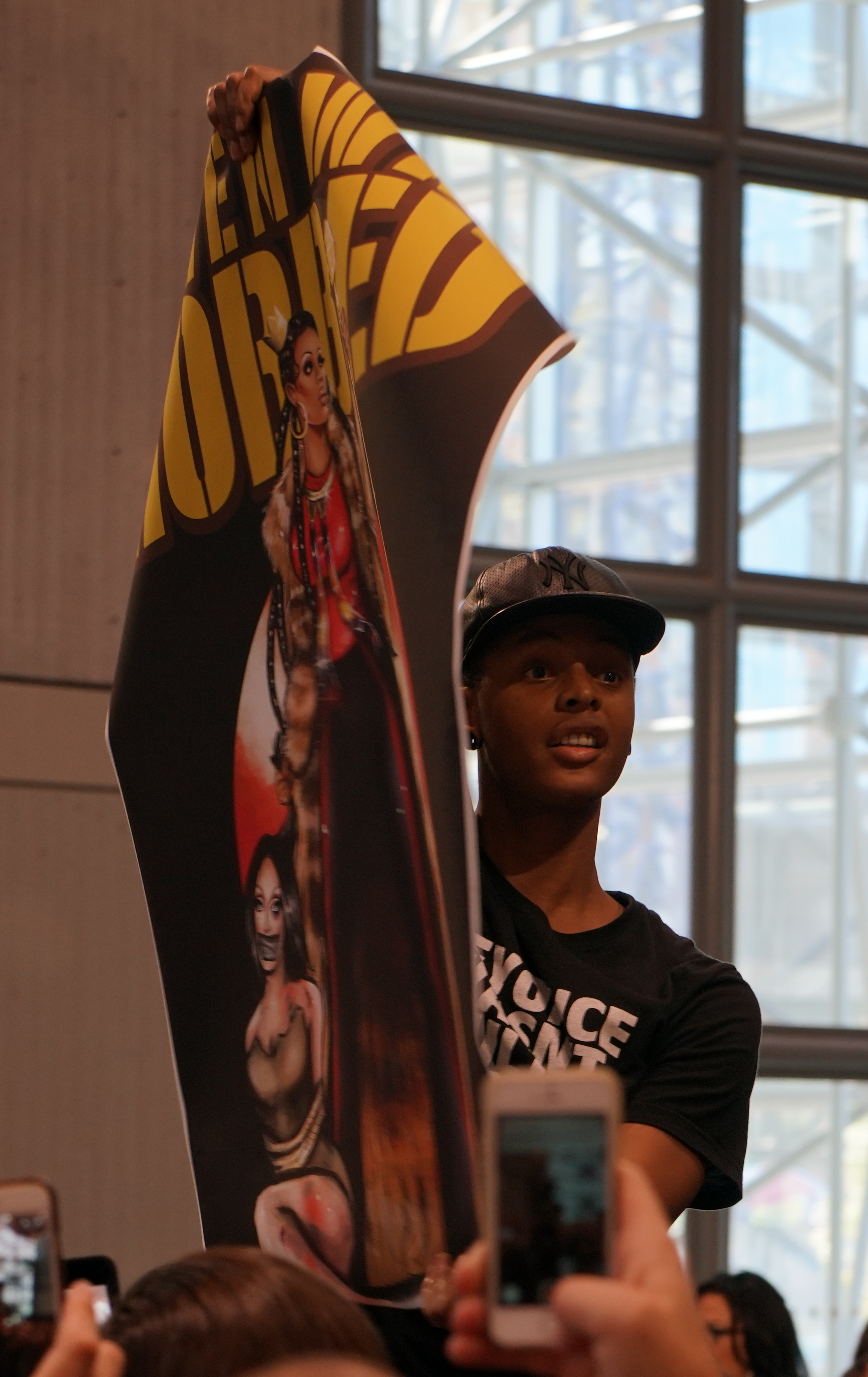
Temporada 2: Tyra Sanchez
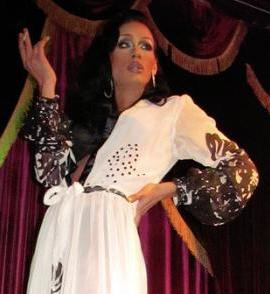
Temporada 3: Raja
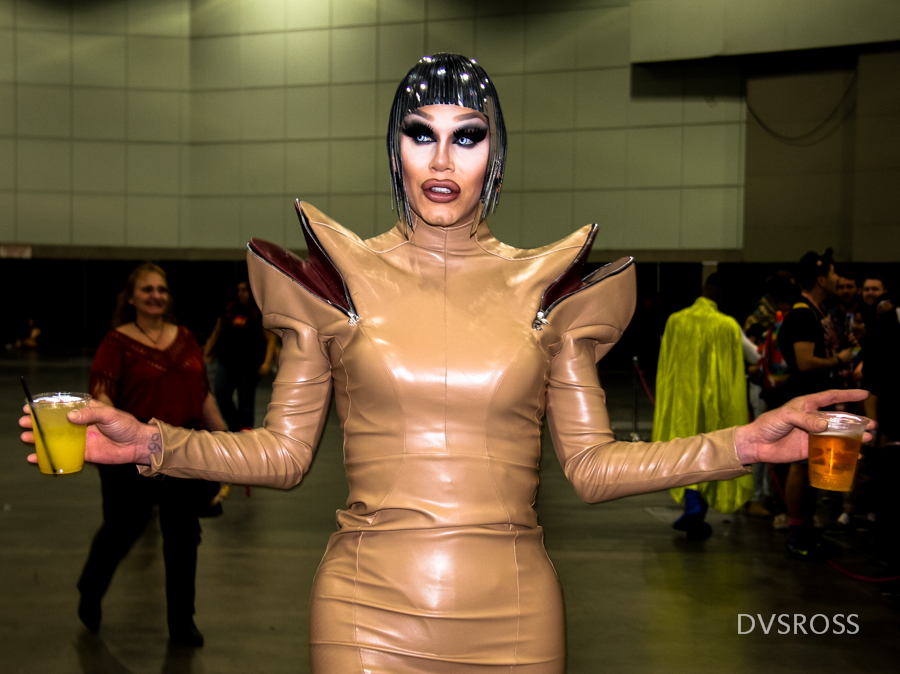
Temporada 4: Sharon Needles
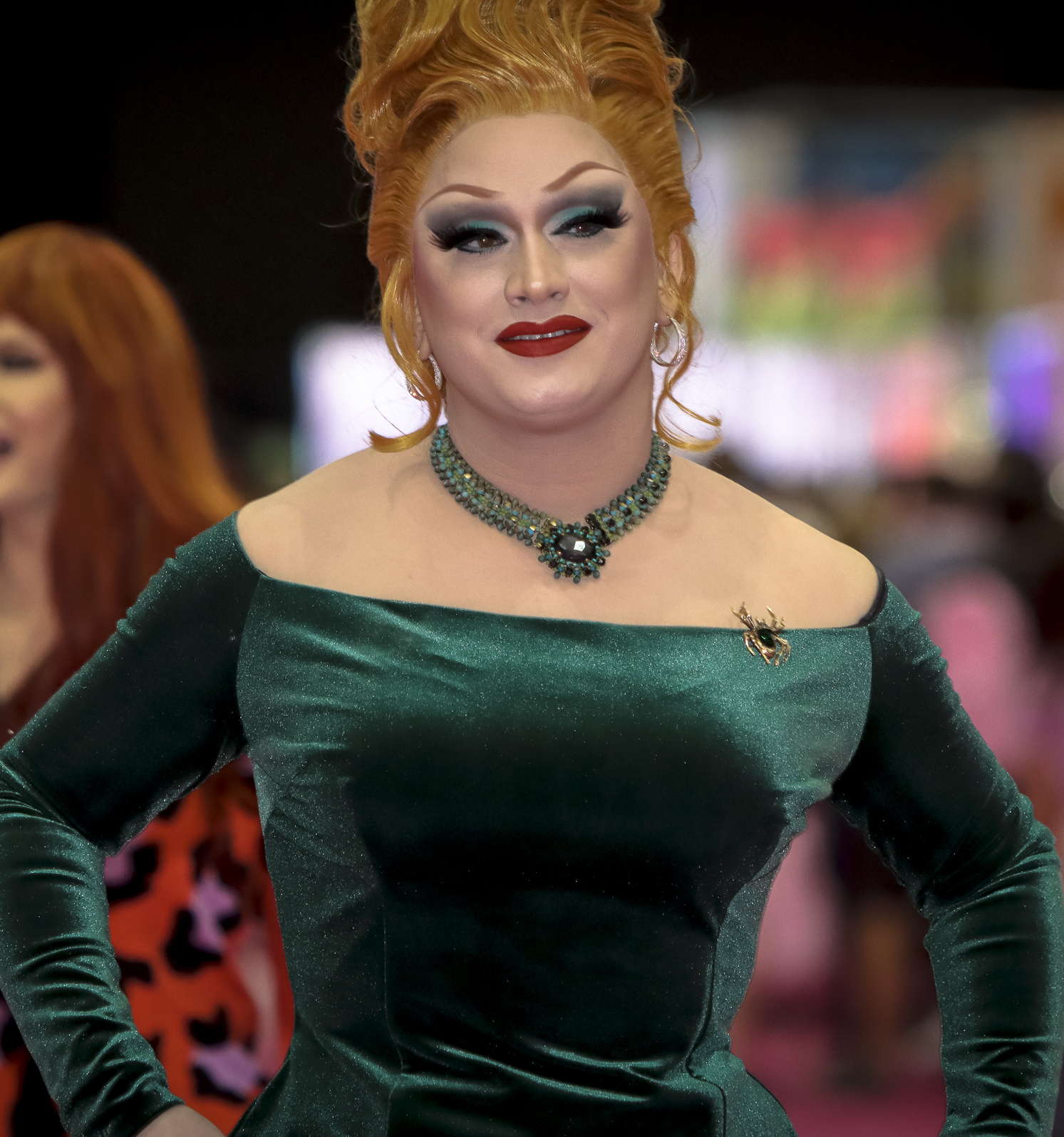
Temporada 5: Jinkx Monsoon
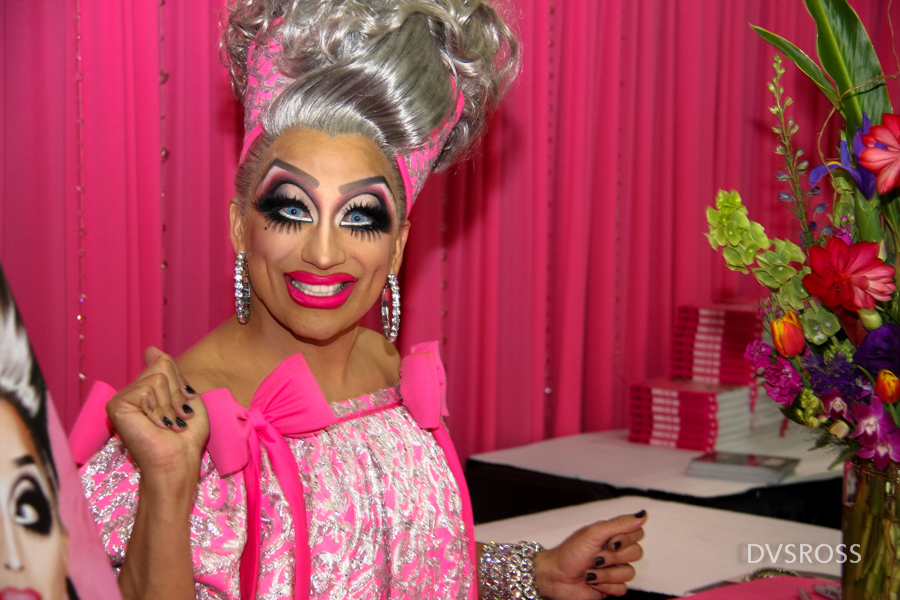
Temporada 6: Bianca Del Rio
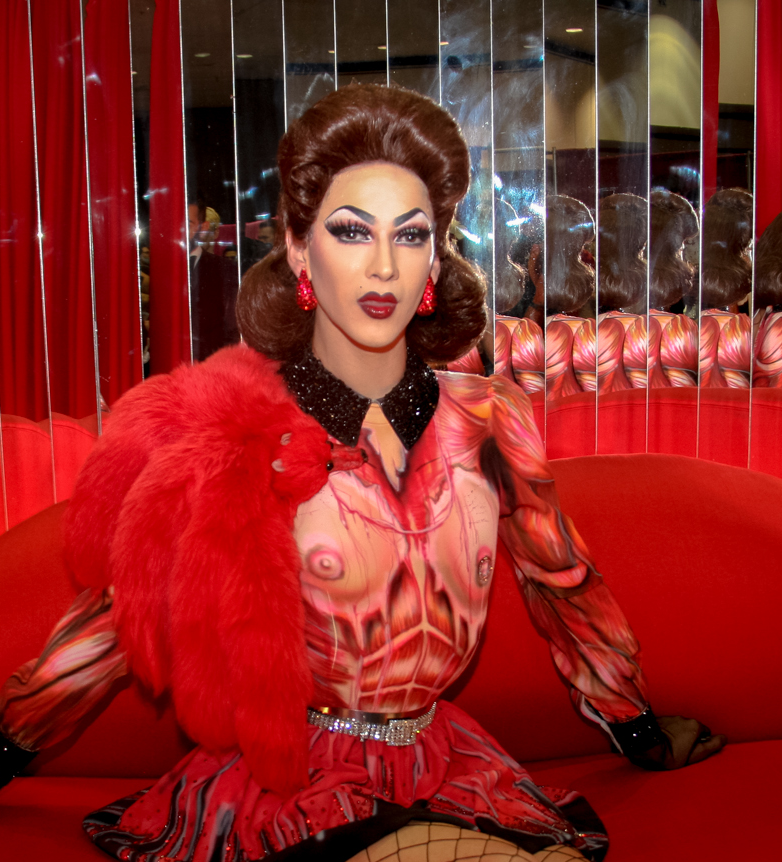
Temporada 7: Violet Chachki
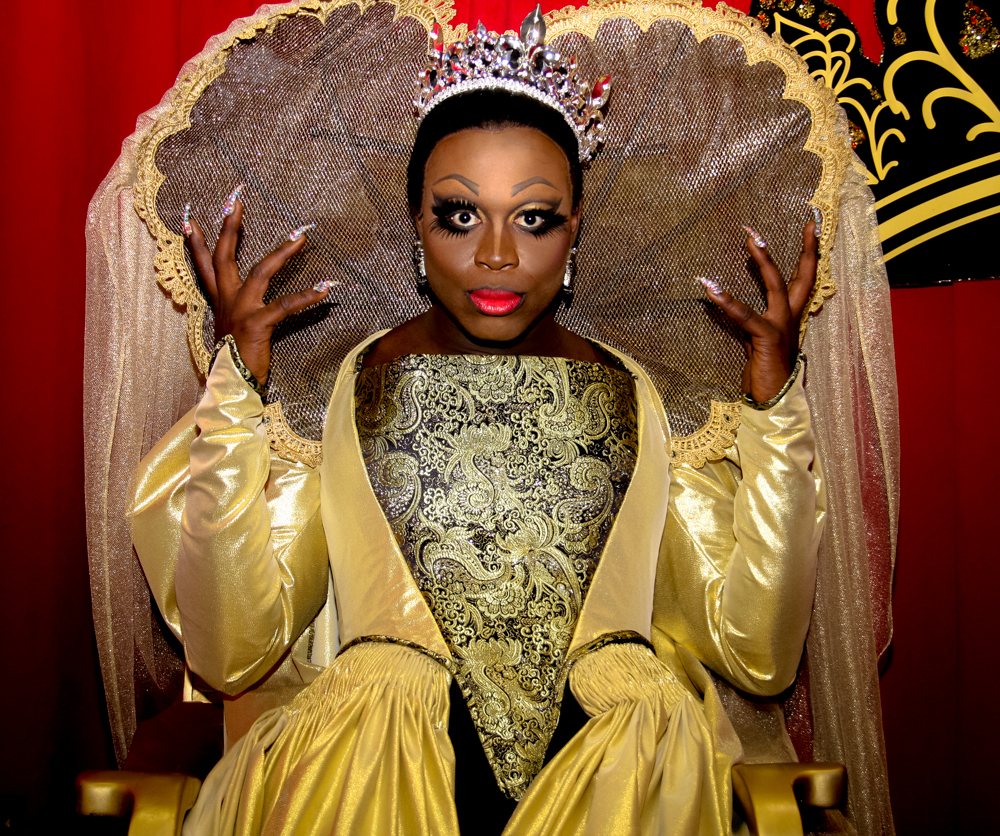
Temporada 8: Bob The Drag Queen
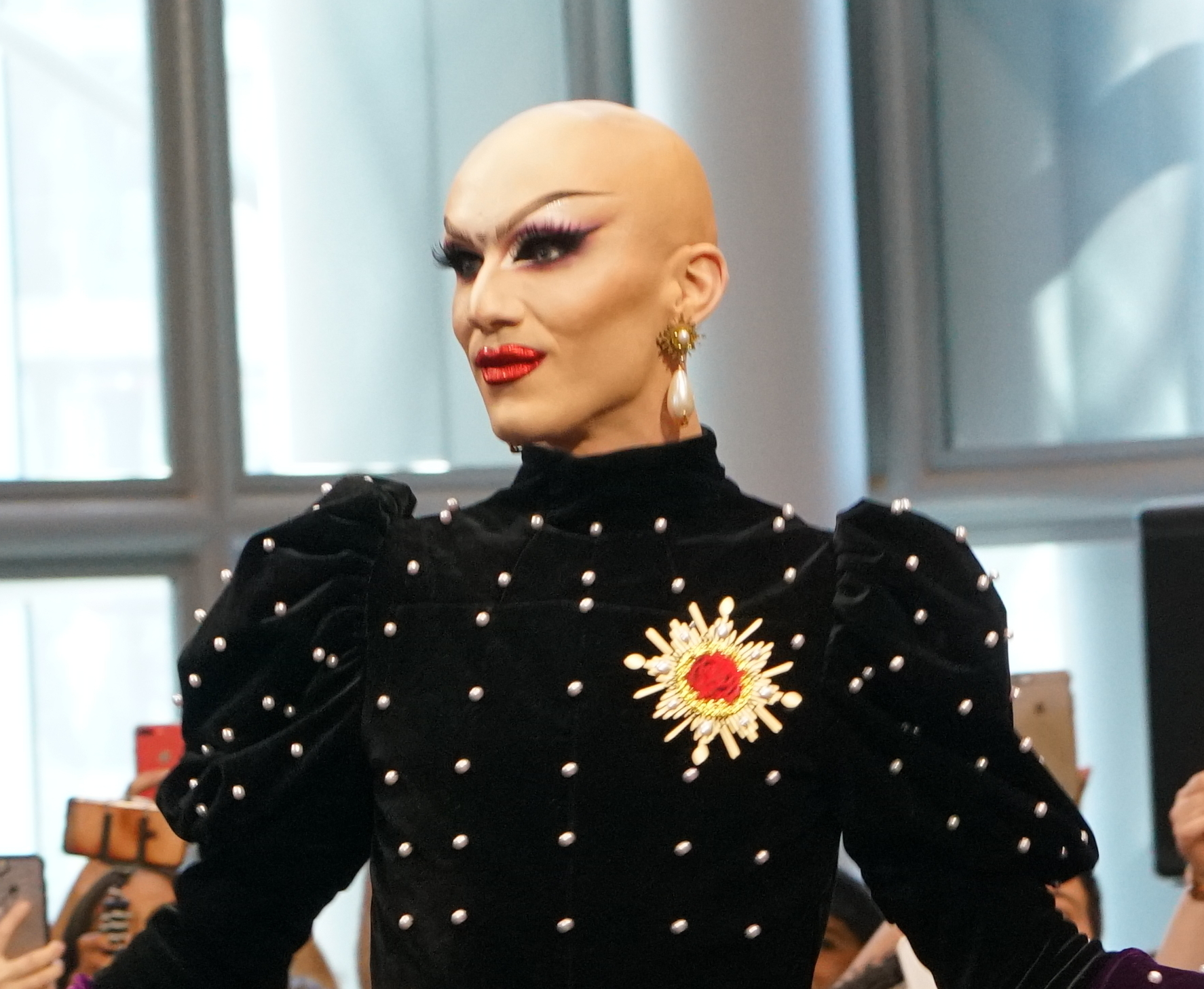
Temporada 9: Sasha Velour
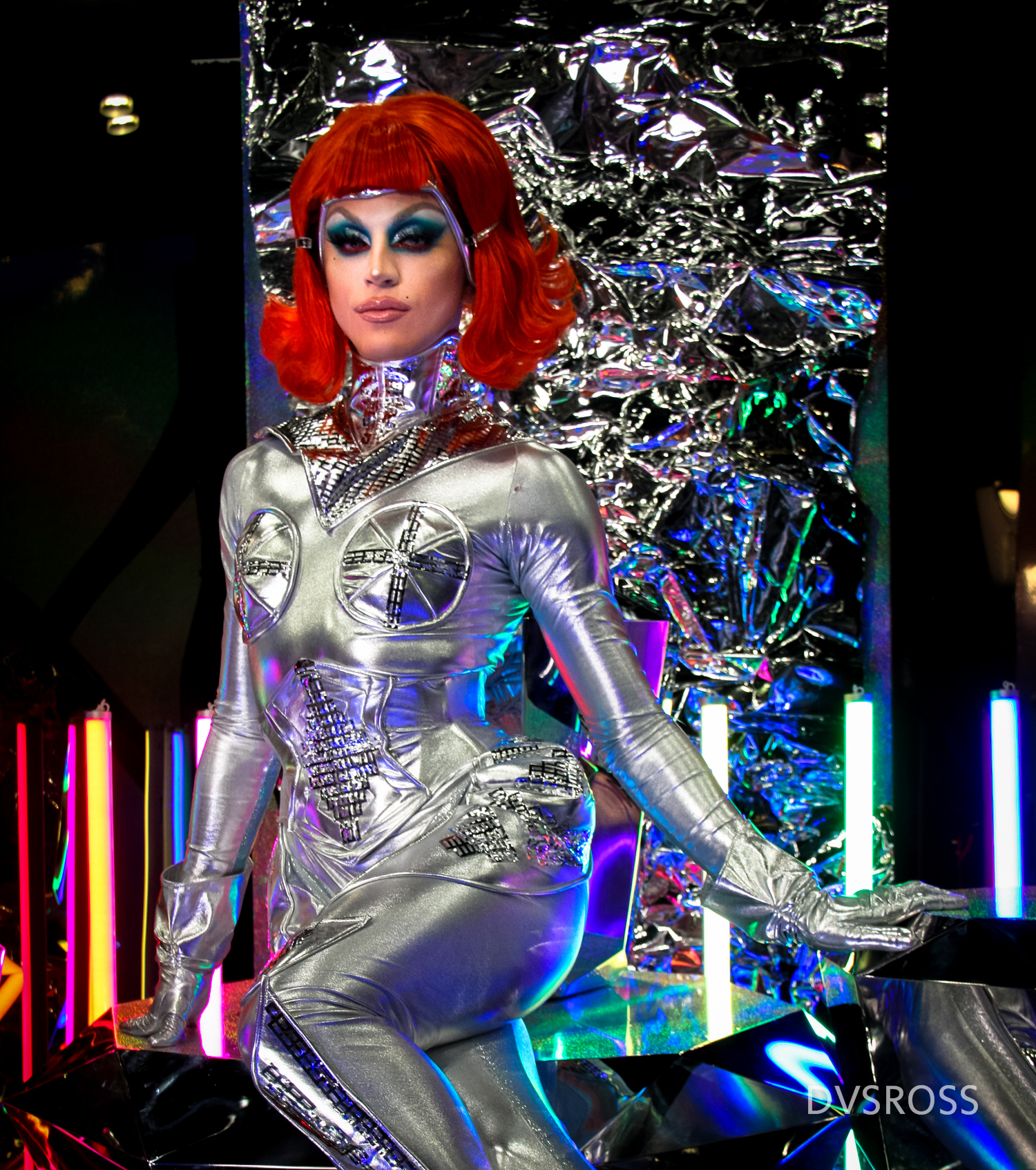
Temporada 10: Aquaria
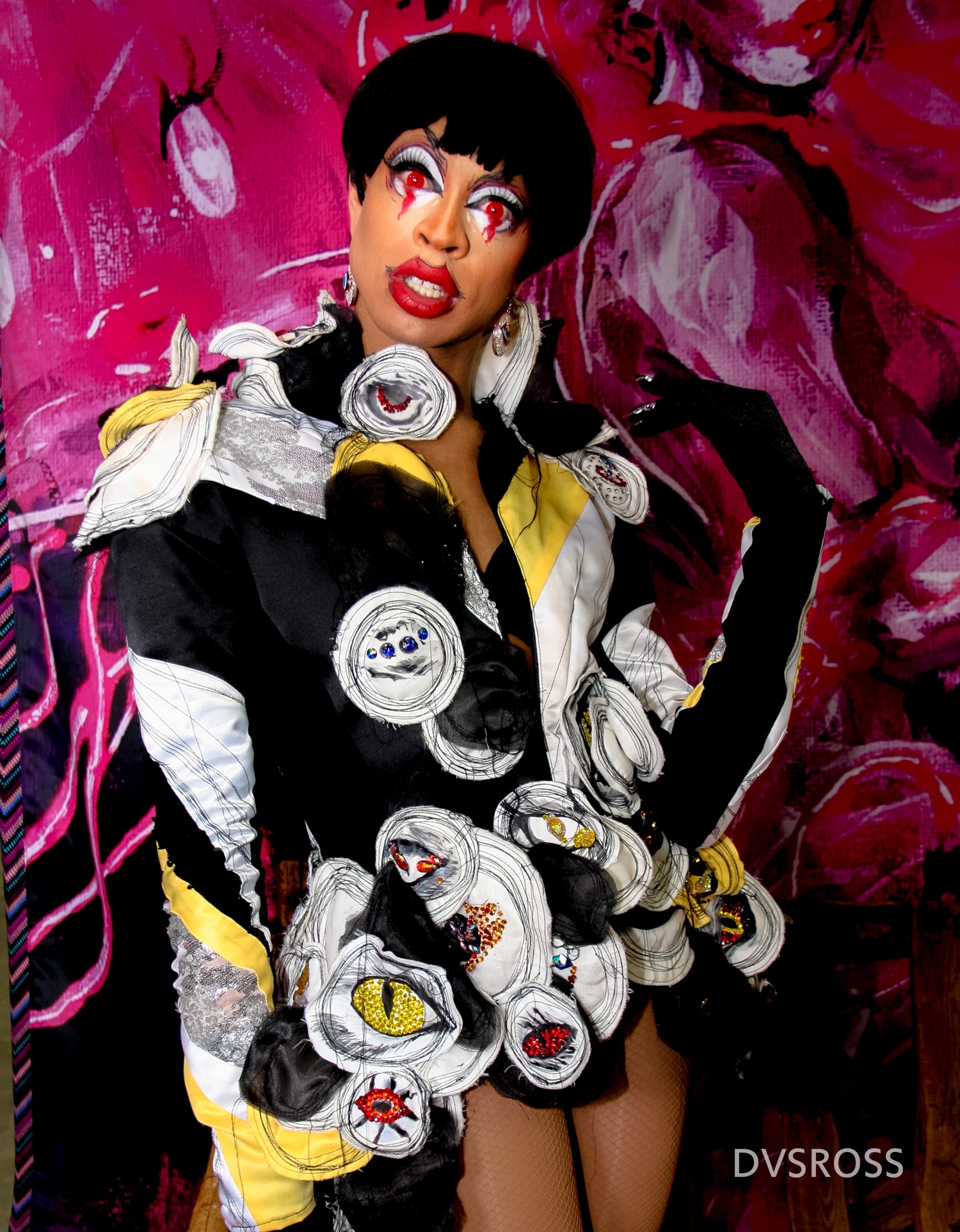
Temporada 11: Yvie Oddly
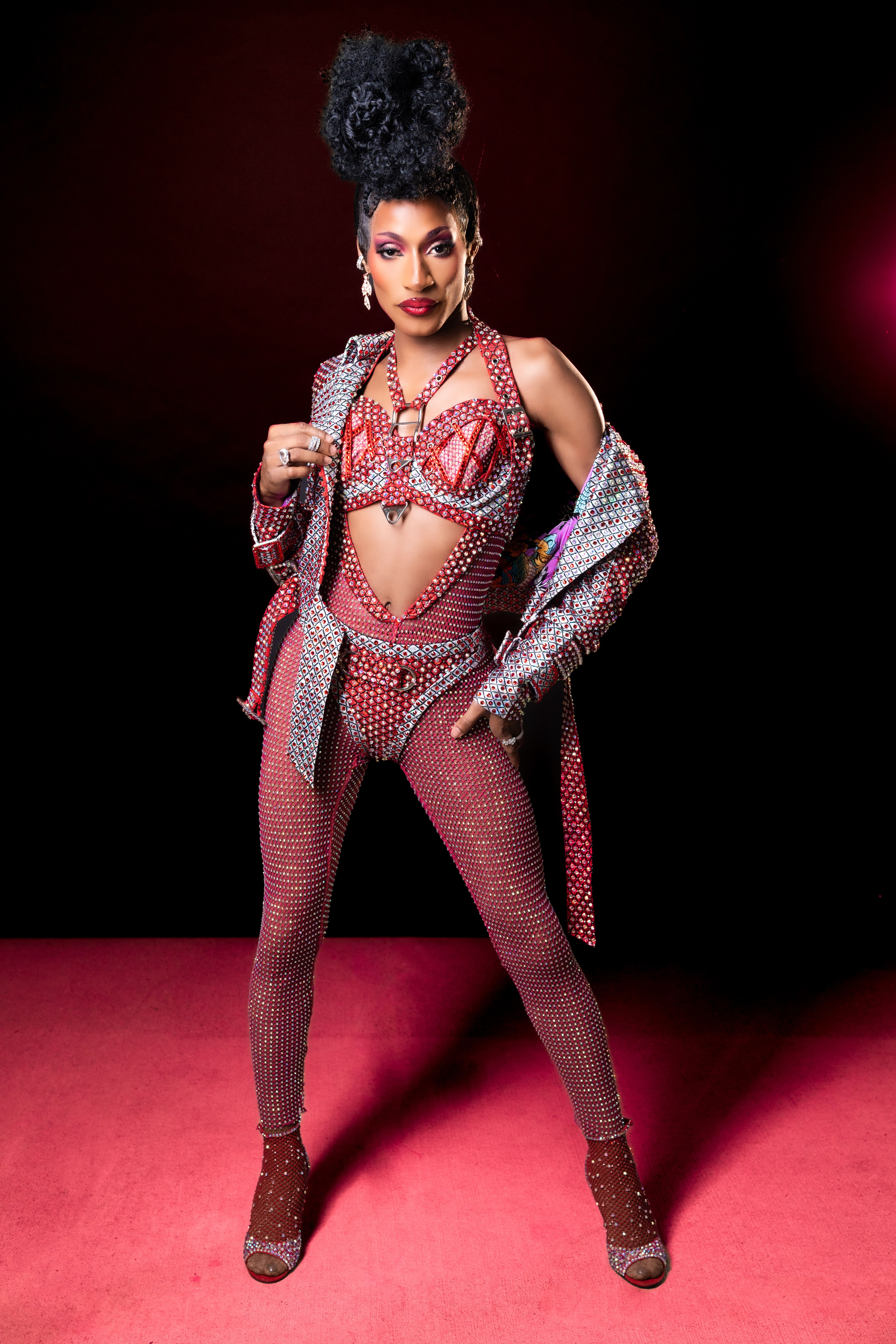
Temporada 12: Jaida Essence Hall
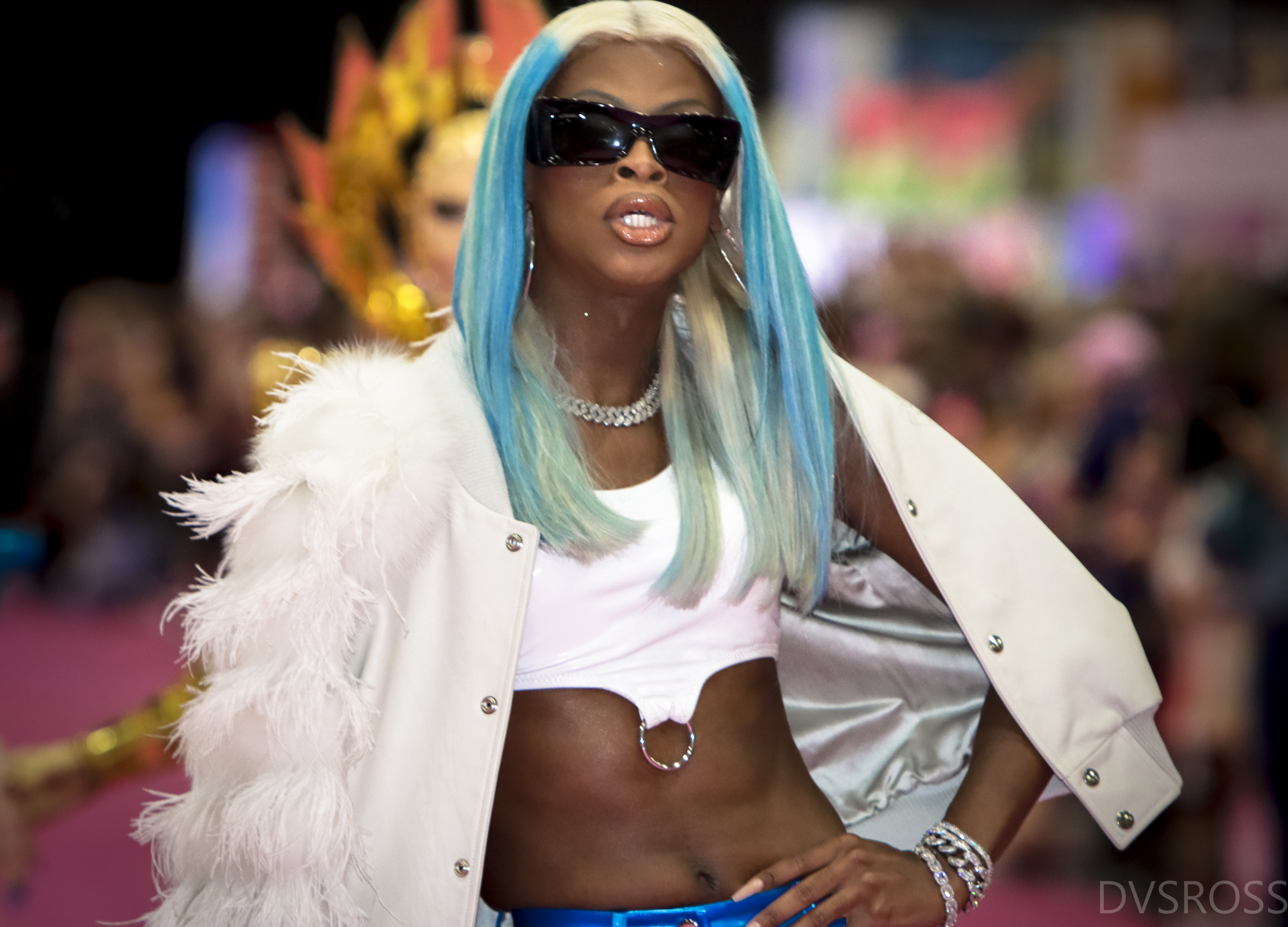
Temporada 13 y 17: Symone
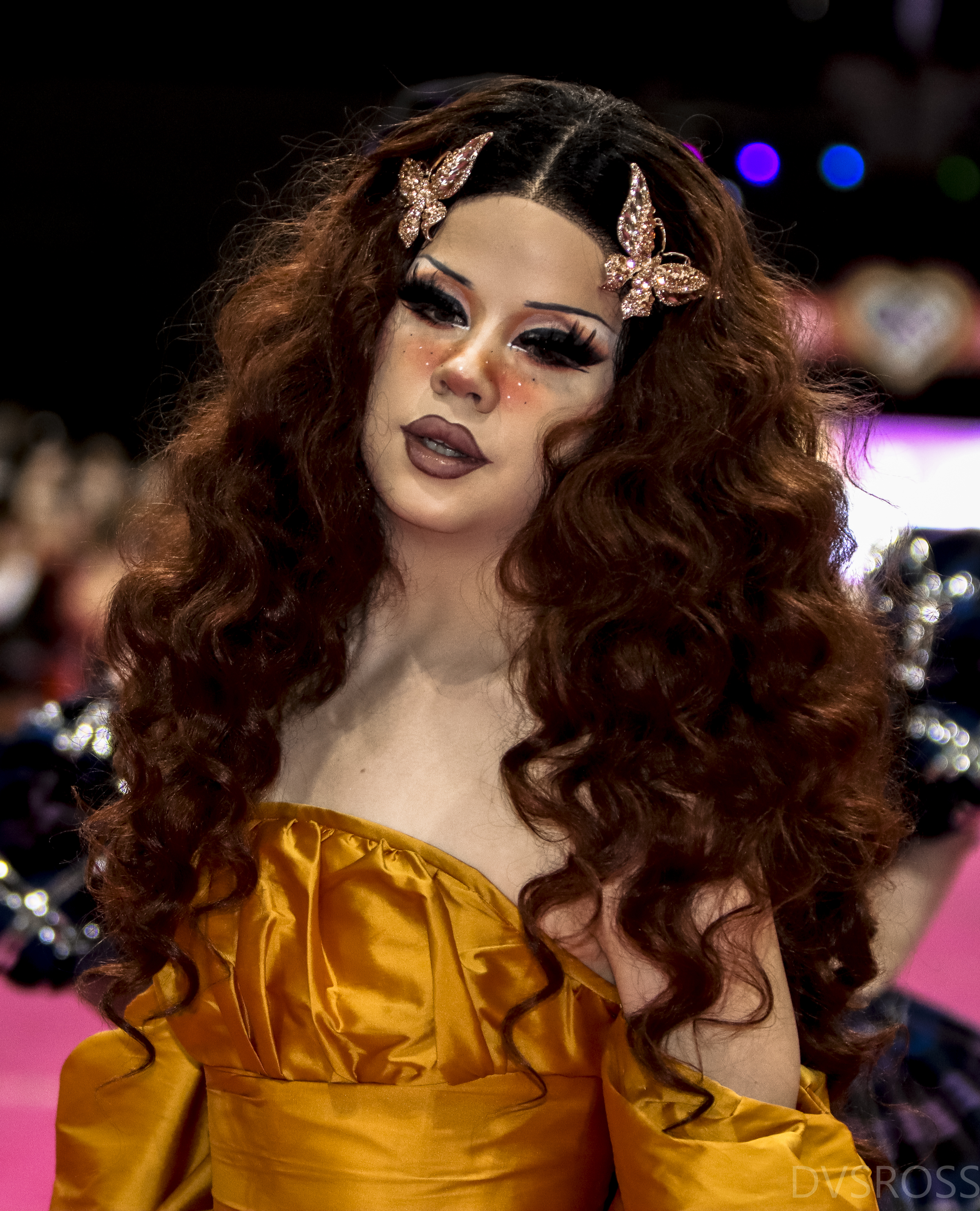
Temporada 14: Willow Pill
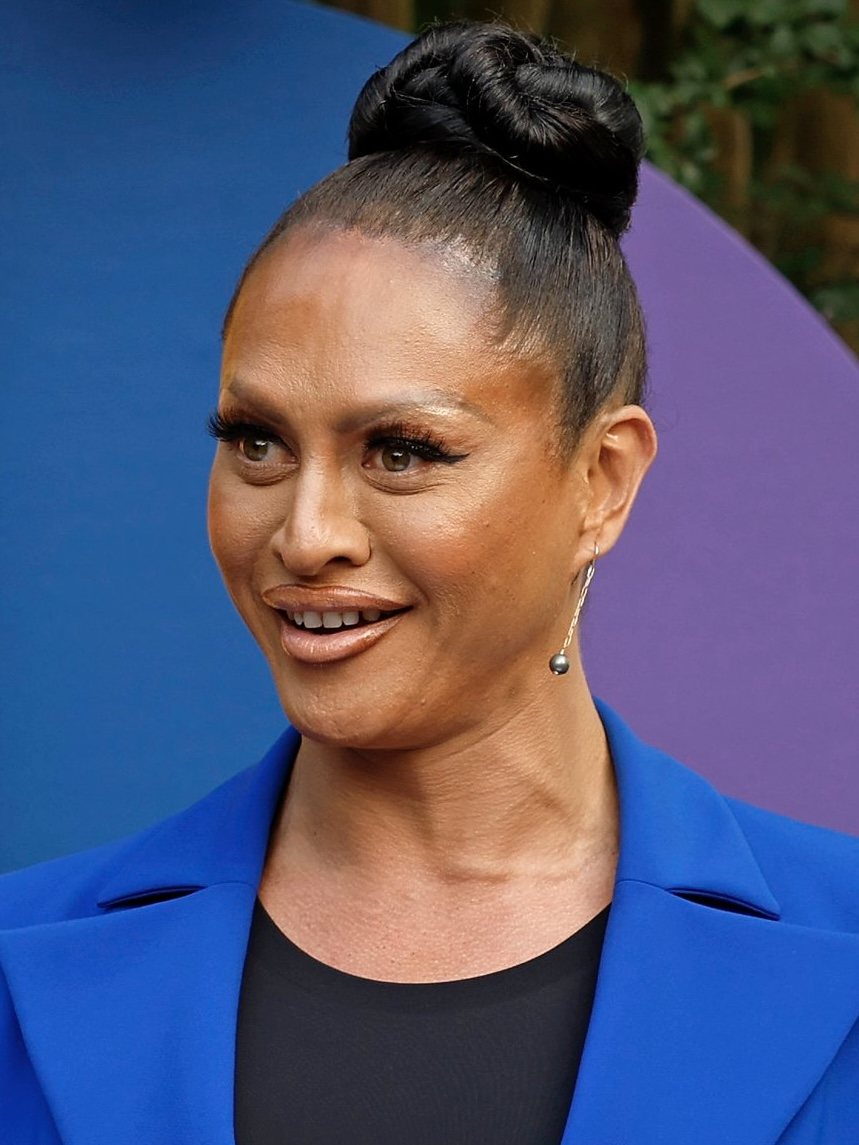
Temporada 15: Sasha Colby
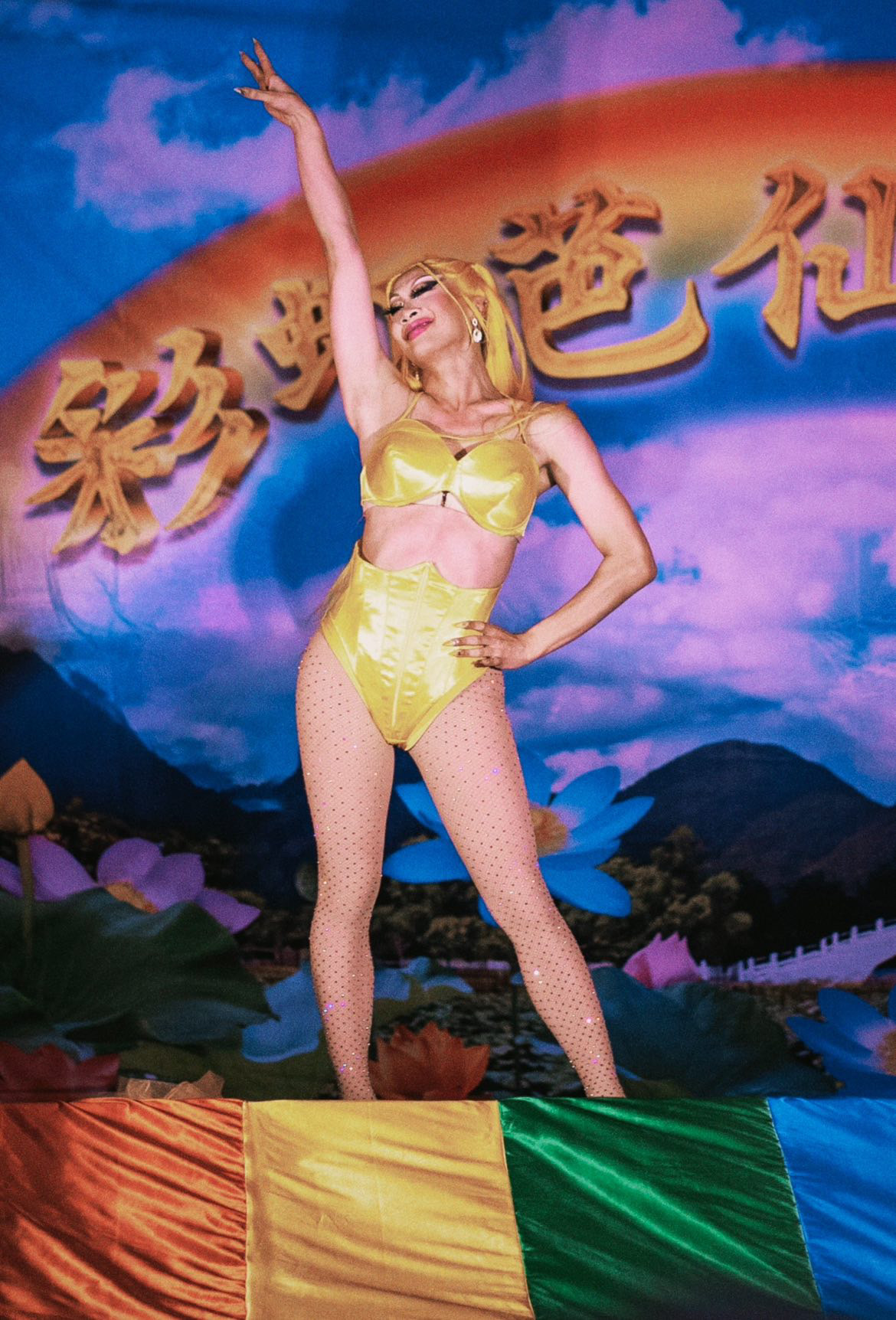
Temporada 16: Nymphia Wind

## Especiales

### RuPaul’s Drag Race: Green Screen Christmas(2015)
El 13 de diciembre de 2015, Logo transmitió un episodio temático especial de RuPaul's Drag Race. El episodio no tuvo carácter competitivo y se emitió junto con el álbum navideño de RuPaul, Slay Belles, así como la presentación de vídeos musicales para las canciones del álbum. El reparto incluyó a RuPaul, Michelle Visage, Siedah Garrett y Todrick Hall, y las exconcursantes Alyssa Edwards, Laganja Estranja, Latrice Royale, Raja y Shangela.

### RuPaul’s Drag Race Holi-slay Spectacular(2018)
El 1 de noviembre de 2018, VH1 anunció un episodio especial navideño, programado para emitirse el 7 de diciembre de 2018. El especial contó con ocho exconcursantes para competir por el título de America’s first Drag Race Christmas Queen (la primera Reina de Navidad de Drag Race de los Estados Unidos). En el mismo anuncio, las ocho concursantes confirmadas para competir fueron Eureka O'Hara, Jasmine Masters, Kim Chi, Latrice Royale, Mayhem Miller, Shangela, Sonique y Trixie Mattel. Finalmente, todas las concursantes ganaron.

#### Lip syncs
| Concursante     | Concursante | Concursante   | Canción                                          |
| --------------- | ----------- | ------------- | ------------------------------------------------ |
| Mayhem Miller   | vs.         | Sonique       | "Merry Christmas, Mary" (RuPaul)                 |
| Jasmine Masters | vs.         | Shangela      | "Jingle Dem Bells" (RuPaul feat. Big Freedia)    |
| Eureka          | vs.         | Trixie Mattel | "Deck the Halls" (RuPaul feat. Todrick Hall)     |
| Latrice Royale  | vs.         | Kim Chi       | "Brand New Year" (RuPaul feat. Siedah Garrett)   |
| Michelle Visage | vs.         | RuPaul        | “Christmas Party” (RuPaul feat. Michelle Visage) |

## Premios y nominaciones

### Premios de la Crítica Televisiva
| Año  | Categoría                         | Nominado/a(s)      | Resultado | Ref.   |
| ---- | --------------------------------- | ------------------ | --------- | ------ |
| 2011 | Best Reality Series – Competition | RuPaul's Drag Race | Nominado  | [ 12 ] |
| 2012 | Best Reality Show Host            | RuPaul             | Nominado  | [ 13 ] |
| 2014 | Best Reality Show Host            | RuPaul             | Nominado  | [ 14 ] |
| 2018 | Best Reality Show Host            | RuPaul             | Ganador   | [ 15 ] |
| 2018 | Best Reality Series – Competition | RuPaul's Drag Race | Nominado  | [ 15 ] |

### Premios Emmy
| Año  | Categoría                                                                          | Nominado/a(s) | Resultado | Ref.          |
| ---- | ---------------------------------------------------------------------------------- | --- | --------- | ------------- |
| 2015 | Outstanding Makeup for a Multi-Camera Series or Special (Non-Prosthetic)           | Mathu Andersen (por el episodio "ShakesQueer") | Nominado  | [ 16 ] [ 17 ] |
| 2016 | Outstanding Host for a Reality or Reality-Competition Program                      | RuPaul | Ganador   | [ 16 ] [ 17 ] |
| 2016 | Outstanding Costumes for a Variety, Nonfiction, or Reality Program                 | Zaldy (por el episodio "Keeping It 100!") | Nominado  | [ 16 ] [ 17 ] |
| 2017 | Outstanding Reality-Competition Program                                            | RuPaul's Drag Race | Nominado  | [ 16 ] [ 17 ] |
| 2017 | Outstanding Host for a Reality or Reality-Competition Program                      | RuPaul | Ganador   | [ 16 ] [ 17 ] |
| 2017 | Outstanding Casting for a Reality Program                                          | Goloka Bolte y Ethan Petersen | Nominados | [ 16 ] [ 17 ] |
| 2017 | Outstanding Costumes for a Variety, Nonfiction, or Reality Program                 | Zaldy, Perry Meek (por el episodio "Oh. My. Gaga!") | Ganadores | [ 16 ] [ 17 ] |
| 2017 | Outstanding Hairstyling for a Multi-Camera Series or Special                       | Hector Pocasangre (por el episodio "Oh. My. Gaga!") | Nominado  | [ 16 ] [ 17 ] |
| 2017 | Outstanding Makeup for a Multi-Camera Series or Special (Non-Prosthetic)           | Jen Fregozo, Nicole Faulkner, Natasha Marcelina (por el episodio "Oh. My. Gaga!")                                                                                                | Nominados | [ 16 ] [ 17 ] |
| 2017 | Outstanding Picture Editing for a Structured or Competition Reality Program        | Jamie Martin, John Lim, Michael Roha (por el episodio "Oh. My. Gaga!") | Ganadores | [ 16 ] [ 17 ] |
| 2017 | Outstanding Unstructured Reality Program                                           | Randy Barbato, Fenton Bailey, Tom Campbell, RuPaul Charles y Steven Corfe (productores ejecutivos); Kenneth Leslie (co-productor ejecutivo) (por "RuPaul's Drag Race: Untucked") | Nominados | [ 16 ] [ 17 ] |
| 2018 | Outstanding Reality Show Program                                                   | RuPaul's Drag Race | Ganador   | [ 16 ] [ 17 ] |
| 2018 | Outstanding Unstructured Reality Program                                           | RuPaul's Drag Race: Untucked | Nominado  | [ 16 ] [ 17 ] |
| 2018 | Outstanding Host for Reality/Reality Competition Program                           | RuPaul | Ganador   | [ 16 ] [ 17 ] |
| 2018 | Outstanding Makeup for a Multi-Camera Series or Special (Non-Prosthetic)           | Nicole Faulkner, Jen Fregozo, Natasha Marcelina, David Petruschin (por el episodio "10s Across the Board)                                                                        | Nominados | [ 16 ] [ 17 ] |
| 2018 | Outstanding Casting for a Reality Program                                          | Goloka Bolte y Ethan Petersen (por RuPaul's Drag Race) | Nominados | [ 16 ] [ 17 ] |
| 2018 | Outstanding Directing for a Reality Program                                        | Nick Murray (por el episodio "10s Across the Board") | Ganador   | [ 16 ] [ 17 ] |
| 2018 | Outstanding Cinematography for a Reality Series                                    | Michael Jacob Kerber (por el episodio "10s Across the Board") | Nominado  | [ 16 ] [ 17 ] |
| 2018 | Outstanding Costumes for Variety, Nonfiction, or Reality Programming               | Zaldy (por el episodio "10s Across The Board" / Costumes: RuPaul's gowns" | Ganador   | [ 16 ] [ 17 ] |
| 2018 | Outstanding Picture Editing for a Structured or Competition Reality Program        | Jamie Martin, Drew Forni, John Lim, Michael Roha (por el episodio "10s Across the Board")                                                                                        | Nominados | [ 16 ] [ 17 ] |
| 2018 | Outstanding Hairstyling for a Multi-Camera Series or Special                       | Hector Pocasangre y Gabriel Villarreal (por el episodio "10s Across the Board")                                                                                                  | Ganadores | [ 16 ] [ 17 ] |
| 2018 | Outstanding Creative Achievement in Interactive Media Within an Unscripted Program | Sarah DeFilippis, Brittany Travis, Ray Hunt, Jackie Rappaport, Courtney Powell (por "Season 10 Ruveal")                                                                          | Nominados | [ 16 ] [ 17 ] |
| 2018 | Outstanding Picture Editing for an Unstructured Program                            | Lousine Shamamian (por el episodio RuPaul's Drag Race: Untucked – "10s Across the Board")                                                                                        | Nominada  | [ 16 ] [ 17 ] |
| 2019 | Outstanding Competition Program                                                    | RuPaul's Drag Race | Ganador   | [ 16 ] [ 17 ] |
| 2019 | Outstanding Unstructured Reality Program                                           | RuPaul's Drag Race: Untucked | Nominado  | [ 16 ] [ 17 ] |
| 2019 | Outstanding Host for Reality/Competition Program                                   | RuPaul | Ganador   | [ 16 ] [ 17 ] |
| 2019 | Outstanding Directing for a Reality Program                                        | Nick Murray (for "Whatcha Unpackin?") | Nominado  | [ 16 ] [ 17 ] |
| 2019 | Outstanding Casting for a Reality Program                                          | Goloka Bolte and Ethan Petersen (for RuPaul's Drag Race) | Nominado  | [ 16 ] [ 17 ] |
| 2019 | Outstanding Cinematography for a Reality Series                                    | Jake Kerber (for "Trump: The Rusical") | Nominado  | [ 16 ] [ 17 ] |
| 2019 | Outstanding Costumes for Variety, Nonfiction, or Reality Programming               | Zaldy Goco (Costumes: RuPaul) and Art Conn (Costumes: Michelle Visage) (for "Trump: The Rusical")                                                                                | Ganadores | [ 16 ] [ 17 ] |
| 2019 | Outstanding Hairstyling for a Multi-Camera Series or Special                       | Hector Pocasangre (for "Trump: The Rusical") | Ganador   | [ 16 ] [ 17 ] |
| 2019 | Outstanding Makeup for a Multi-Camera Series or Special (Non-Prosthetic)           | Adam Burrell, Nicole Faulkner, Jen Fregozo, Natasha Marcelia and Karen Mitchell (for "Trump: The Rusical")                                                                       | Nominado  | [ 16 ] [ 17 ] |
| 2019 | Outstanding Picture Editing for a Structured or Competition Reality Program        | Jamie Martin, Michael Lynn Deis, Julie Tseselsky Kirschner, John Lim, Ryan Mallick, Michael Roha and Corey Ziemniak                                                              | Nominado  | [ 16 ] [ 17 ] |
| 2019 | Outstanding Picture Editing for an Unstructured Program                            | Kendra Pasker, Shayna Casey and Stavros Stavropoulos (for RuPaul's Drag Race: Untucked)                                                                                          | Nominado  | [ 16 ] [ 17 ] |
| 2020 | Outstanding Competition Program                                                    | RuPaul's Drag Race | Ganador   | [ 16 ] [ 17 ] |
| 2020 | Outstanding Unstructured Reality Program                                           | RuPaul's Drag Race: Untucked | Nominado  | [ 16 ] [ 17 ] |
| 2020 | Outstanding Host for Reality/Competition Program                                   | RuPaul | Ganador   | [ 16 ] [ 17 ] |
| 2020 | Outstanding Directing for a Reality Program                                        | Nick Murray (for "I'm That Bitch") | Nominado  | [ 16 ] [ 17 ] |
| 2020 | Outstanding Casting for a Reality Program                                          | Goloka Bolte and Ethan Petersen (for RuPaul's Drag Race) | Ganadores | [ 16 ] [ 17 ] |
| 2020 | Outstanding Cinematography for a Reality Series                                    | Michael Jacob Kerber, Jon Schneider, Jay Mack Arnette II, Mario Panagiotopoulos, Gregory Montes, Brett Smith, David McCoul and Justin Umphenour                                  | Nominado  | [ 16 ] [ 17 ] |
| 2020 | Outstanding Costumes for Variety, Nonfiction, or Reality Programming               | Zaldy Goco (for "I'm That Bitch") | Nominado  | [ 16 ] [ 17 ] |
| 2020 | Outstanding Hairstyling for a Multi-Camera Series or Special                       | Curtis Foreman and Ryan Randall (for "I'm That Bitch") | Ganadores | [ 16 ] [ 17 ] |
| 2020 | Outstanding Makeup for a Multi-Camera Series or Special (Non-Prosthetic)           | Natasha Marcelina, David Petruschin, Jen Fregozo and Nicole Faulkner (for "I'm That Bitch")                                                                                      | Ganadores | [ 16 ] [ 17 ] |
| 2020 | Outstanding Picture Editing for a Structured or Competition Reality Program        | Jamie Martin, Michael Roha, Paul Cross, Michael Deis and Ryan Mallick (for "I'm That Bitch")                                                                                     | Ganadores | [ 16 ] [ 17 ] |
| 2020 | Outstanding Short Form Nonfiction or Reality Series                                | RuPaul's Drag Race: Out of the Closet | Nominado  | [ 16 ] [ 17 ] |

### MTV Movie & TV Awards
| Año  | Categoría                     | Nominado/a(s)      | Resultado | Ref.   |
| ---- | ----------------------------- | ------------------ | --------- | ------ |
| 2017 | Best Reality Competition      | RuPaul's Drag Race | Ganador   | [ 18 ] |
| 2017 | Best Host                     | RuPaul             | Nominado  | [ 18 ] |
| 2018 | Best Reality Series/Franchise | RuPaul's Drag Race | Nominado  | [ 19 ] |

### NewNowNext Awards
| Año  | Categoría                   | Nominado/a(s)      | Resultado | Ref.   |
| ---- | --------------------------- | ------------------ | --------- | ------ |
| 2009 | Most Addictive Reality Star | Ongina             | Ganadora  | [ 20 ] |
| 2010 | Best New Indulgence         | RuPaul's Drag Race | Ganador   | [ 21 ] |
| 2010 | Most Addictive Reality Star | Jujubee            | Nominada  | [ 21 ] |
| 2011 | Most Addictive Reality Star | Carmen Carrera     | Nominada  | [ 22 ] |
| 2012 | Most Addictive Reality Star | Willam             | Nominada  | [ 23 ] |
| 2014 | Best New TV Personality     | Bianca Del Rio     | Ganadora  | [ 24 ] |

### Reality Television Awards
| Año  | Award              | Nominado/a(s)      | Resultado | Ref.   |
| ---- | ------------------ | ------------------ | --------- | ------ |
| 2016 | Competition Show   | RuPaul's Drag Race | Nominado  | [ 25 ] |
| 2016 | Creative Challenge | RuPaul's Drag Race | Ganador   | [ 26 ] |
| 2016 | Host               | Rupaul             | Ganador   | [ 26 ] |
| 2017 | Competition Show   | RuPaul's Drag Race | Nominado  | [ 27 ] |
| 2017 | Creative Challenge | RuPaul's Drag Race | Nominado  | [ 27 ] |
| 2017 | Heartfelt Moment   | RuPaul's Drag Race | Nominado  | [ 27 ] |
| 2017 | Host/Hostess       | RuPaul             | Nominado  | [ 27 ] |
| 2017 | Performance        | Alaska             | Nominada  | [ 27 ] |
| 2017 | Shocking Moment    | RuPaul's Drag Race | Ganador   | [ 27 ] |

### TV.com's Best of 2012 Awards
| Año  | Award                           | Nominado/a(s)      | Resultado | Ref.   |
| ---- | ------------------------------- | ------------------ | --------- | ------ |
| 2012 | Best Reality Show Judge/Host    | RuPaul             | Ganador   | [ 28 ] |
| 2012 | Best Reality Competition Series | RuPaul's Drag Race | Ganador   | [ 29 ] |

### Otros premios
| Año  | Premio                                     | Categoría                                      | Nominado/a(s)      | Resultado | Ref.          |
| ---- | ------------------------------------------ | ---------------------------------------------- | ------------------ | --------- | ------------- |
| 2010 | GLAAD Media Awards                         | Outstanding Reality Program                    | RuPaul's Drag Race | Ganador   | [ 30 ]        |
| 2013 | RyanSeacrest.com's Favorite TV Show Awards | Best Reality Series                            | RuPaul's Drag Race | Ganador   |               |
| 2014 | TCA Award                                  | Outstanding Achievement in Reality Programming | RuPaul's Drag Race | Ganador   | [ 31 ] [ 32 ] |
| 2016 | POPrepublic.tv Awards                      | Favourite International TV Shows               | RuPaul's Drag Race | Nominado  | [ 33 ]        |
| 2018 | MTV Millennial Awards Brasil               | Best Reality                                   | RuPaul's Drag Race | Nominado  | [ 34 ]        |

## Spin-offs

### RuPaul's Drag U(2010–2012)
RuPaul's Drag U fue un spin-off que se desarrolló entre 2010 y 2012. En cada episodio, tres mujeres son emparejadas con exconcursantes de Drag Race ("Drag Professors" o profesoras drag), las cuales les brindan asesoramiento acerca de cambios de imagen y les ayudan a encontrar su diva interior. Dado que cada episodio se grabó en Los Ángeles durante un período de un mes, la mayoría de los profesores eran drag queens que vivían en el sur de California.

### RuPaul's Drag Race: All Stars(2012–)
RuPaul's Drag Race: All Stars es un programa derivado recurrente en el que exconcursantes compiten por un lugar en el Drag Race Hall of Fame (Salón de la Fama de Drag Race). El formato del programa es similar a Drag Race, con desafíos y un panel de jueces. El primer All Stars comenzó seis meses después de la conclusión de la cuarta temporada de Drag Race. Doce drag queens de las primeras cuatro temporadas compitieron en seis episodios. La segunda competición All Stars se emitió en 2016, pocos meses después del final de la temporada ocho. Esta vez se contó con diez reinas, seleccionadas desde la segunda hasta la séptima temporada, compitiendo durante 8 episodios, con un episodio especial al final. El tercer All Stars se anunció en agosto de 2017, y el reparto se reveló durante un especial de televisión de VH1, que se emitió el 20 de octubre de 2017. Diez ex concursantestes seleccionadas de la primera a la novena temporada compitieron en el transcurso de 8 episodios.

## Adaptaciones y versiones internacionales
En el siguiente cuadro se muestran las versiones internacionales oficiales de RuPaul's Drag Race, en las que la producción del programa original está involucrada en la creación de la versión:
     En emisión
     Futura temporada anunciada
     Estatus de la franquicia desconocido
     Franquicia ya no está en producción
| País/Región             | Nombre                | Canal(es)           | Estreno                  | Jueces | Temporadas y ganadoras | Ref.          |
| ----------------------- | --------------------- | ------------------- | ------------------------ | --- | --- | ------------- |
| Alemania                | Drag Race Alemania    | Paramount+          | 5 de septiembre de 2023  | - Barbie Breakout - Gianni Jovanovic - Dianne Brill | Temporada 1, 2023: Pandora Nox | [ 35 ]        |
| Australia Nueva Zelanda | Drag Race Down Under  | Stan TVNZ+          | 1 de mayo de 2021        | - RuPaul (Temporada 1, 2 y 3) - Michelle Visage (4-) - Rhys Nicholson                                                                                      | Temporada 1, 2021: Kita Mean Temporada 2, 2022: Spankie Jackzon Temporada 3, 2023: Isis Avis Loren Temporada 4, 2024: Lazy Susan                                                                      | [ 36 ]        |
| Bélgica                 | Drag Race Bélgica     | Tipik               | 16 de febrero de 2023    | - Rita Baga - Lufy - Mustii | Temporada 1, 2023: Drag Couenne Temporada 2, 2024: Alvilda | [ 37 ]        |
| Brasil                  | Drag Race Brasil      | MTV Brasil          | 30 de agosto de 2023     | - Grag Queen - Bruna Braga - Dudu Bertholini | Temporada 1, 2023: Organzza | [ 38 ]        |
| Canadá                  | Canada's Drag Race    | Crave OutTV         | 2 de julio de 2020       | Actuales: - Brooke Lynn Hytes - Amanda Brugel (2-) - Brad Goreski (2-) - Traci Melchor (2-) Anteriores: - Jeffrey Bowyer-Chapman (1) - Stacey McKenzie (1) | Temporada 1, 2020: Priyanka Temporada 2, 2021: Icesis Couture Temporada 3, 2022: Gisèle Lullaby Temporada 4, 2023/2024: Venus Temporada 5, 2024/2025: The Virgo Queen                                 | [ 39 ] [ 40 ] |
| España                  | Drag Race España      | Atresplayer Premium | 30 de mayo de 2021       | - Supremme De Luxe - Ana Locking - Javier Ambrossi - Javier Calvo                                                                                          | Temporada 1, 2021: Carmen Farala Temporada 2, 2022: Sharonne Temporada 3, 2023: Pitita Temporada 4, 2024: Le Cocó                                                                                     | [ 41 ]        |
| Filipinas               | Drag Race Filipinas   | HBO Go              | 17 de agosto de 2022     | - Paolo Ballesteros - Jiggly Caliente - KaladKaren | Temporada 1, 2022: Precious Paula Nicole Temporada 2, 2023: Captivating Katkat Temporada 3, 2024: Maxie                                                                                               | [ 42 ]        |
| Francia                 | Drag Race France      | France.tv Slash     | 25 de junio de 2022      | - Nicky Doll - Daphné Bürki - Kiddy Smile | Temporada 1, 2022: Paloma Temporada 2, 2023: Keiona Temporada 3, 2024: Le Filip | [ 43 ]        |
| Italia                  | Drag Race Italia      | Paramount+          | 18 de noviembre de 2021  | - Priscilla - Chiara Francini - Tommaso Zorzi (Temporada 1 & 2) - Paolo Camilli (Temporada 3) - Paola Iezzi (Temporada 3)                                  | Temporada 1, 2021: Elecktra Bionic Temporada 2, 2022: La Diamond Temporada 3, 2023: Lina Galore | [ 44 ]        |
| México                  | Drag Race México      | MTV                 | 22 de junio de 2023      | - Valentina (Temporada 1) - Taiga Brava (2-) - Lolita Banana - Oscar Madrazo                                                                               | Temporada 1, 2023: Cristian Peralta Temporada 2, 2024: Leexa Fox | [ 45 ]        |
| Países Bajos            | Drag Race Holland     | Videoland           | 18 de septiembre de 2020 | - Fred van Leer - Nikkie Plessen - Claes Iversen - Sanne Wallis de Vries                                                                                   | Temporada 1, 2020: Envy Peru Temporada 2, 2021: Vanessa Van Cartier | [ 46 ] [ 47 ] |
| Reino Unido             | RuPaul's Drag Race UK | BBC Three           | 3 de octubre de 2019     | - RuPaul - Michelle Visage - Alan Carr - Graham Norton | Temporada 1, 2019: The Vivienne Temporada 2, 2021: Lawrence Chaney Temporada 3, 2021: Krystal Versace Temporada 4, 2022: Danny Beard Temporada 5, 2023: Ginger Johnson Temporada 6, 2024: Kyran Thrax | [ 48 ]        |
| Suecia                  | Drag Race Suecia      | Sveriges Television | 4 de marzo de 2023       | - Robert Fux - Kayo - Farao Groth | Temporada 1, 2023: Admira Thunderpussy | [ 49 ]        |
| Tailandia               | Drag Race Thailand    | LINE TV             | 15 de febrero de 2018    | - Art-Arya - Pangina Heals | Temporada 1, 2018: Natalia Pliacam Temporada 2, 2019: Angele Anang Temporada 3, 2024: Frankie Wonga                                                                                                   | [ 50 ]        |

En el siguiente cuadro se muestran programas inspirados en Drag Race o formatos similares, pero que no están vinculados directamente con RuPaul:
     Actualmente se muestra
     Futura temporada
     Temporada finalizada
     Franquicia ya no está en producción
| País/Región                                                  | Nombre               | Canal(es)           | Estreno                 | Jueces | Temporadas y ganadores | Ref.          |
| ------------------------------------------------------------ | -------------------- | ------------------- | ----------------------- | --- | --- | ------------- |
| Alemania                                                     | Queen of Drags       | ProSieben           | 14 de noviembre de 2019 | - Heidi Klum - Bill Kaulitz - Conchita Wurst | Temporada 1, 2019: Yoncé Banks | [ 51 ] [ 52 ] |
| Chile                                                        | The Switch Drag Race | Mega                | 8 de octubre de 2015    | - Íngrid Cruz - Juan Pablo González - Sebastián Errázuriz - Nicole Gaultier | Temporada 1, 2016: Luz Violeta Temporada 2, 2018: Miss Leona Winter |               |
| México                                                       | La Más Draga         | YouTube             | 9 de mayo de 2018       | "Actuales" - Yari Mejía (1-) - Letal (1-) - Ricky Lips (4-) - Roberto Carlo (Conductor T.4) "Anteriores" - Johnny Carmona (1-3) - Lorena Herrera (Conductora T.1) - Vanessa Claudio (Conductora T.2) - Karla Diaz (Conductora T.3) | Temporada 1, 2018: Deborah La Grande Temporada 2, 2019: Alexis 3XL Temporada 3, 2020: Aviesc Who? Temporada 4, 2021: Rebel Mörk Temporada 5, 2022: Fifi Estah Temporada 6, 2023: Cattriona |               |
| Nueva Zelanda                                                | House of Drag        | TVNZ OnDemand OutTV | 15 de noviembre de 2018 | - Kita Mean - Anita Wigl'it | Temporada 1, 2018: Hugo Grrrl Temporada 2, 2020: Spankie Jackzon | [ 53 ]        |
| Estados Unidos · México · Colombia · Guatemala · Reino Unido | Love For The Arts    | Twitch              | 4 de agosto de 2020     | - Trinity The Tuck | Temporada 1, 2020: Gvajardo | [ 54 ]        |

## Productos derivados
A partir del éxito de Drag Race han surgido productos derivados en diferentes formatos que se relacionan directamente con el programa y con la figura de RuPaul o con las concursantes más destacadas.

### Convenciones DragCon
Lanzada a través de la compañía de producción World of Wonder, RuPaul's DragCon es una convención anual de drag queens que se realiza en Los Ángeles y en la ciudad de Nueva York, que permite a los miembros del público reunirse con RuPaul, las antiguas concursantes de Drag Race y otras drag queens famosas. Las convenciones incluyen presentaciones, puestos de meet-and-greet (donde los asistentes pueden acercarse a las drag queens para saludarles y hacerse fotos), ventas de productos y mesas redondas.

### Música
El programa ha servido de plataforma para el lanzamiento de la discografía de RuPaul, la cual ha sido utilizada como banda sonora de Drag Race. Entre los álbumes que se lanzaron previamente o durante la emisión de alguna temporada están Champion, Glamazon, Born Naked, Realness, Butch Queen, American, You're a Winner, Baby y Mamaru.
Así mismo, cada temporada, a excepción de la temporada 9, utiliza un sencillo para el momento en que las concursantes realizan la pasarela:
- "Cover Girl" de Champion (temporada 1)
- "Jealous of My Boogie (Gomi & RasJek Mix)" de Jealous of My Boogie - The RuMixes (temporada 2)
- "Champion (DJ BunJoe's Olympic Mix)" de Drag Race (temporada 3)
- "Glamazon" de Glamazon (temporada 4)
- "I Bring the Beat" de Glamazon (temporada 5)
- "Sissy That Walk" de Born Naked (temporada 6–7)
- "The Realness" de Realness (temporada 8)
- "Category Is..." (temporada 9)
- "Snapshot" de Remember Me: Essential, Vol. 1 (temporada 10)
- "Mighty Love (feat. KUMMERSPECK)" de American (temporada 11)
- "Superstar (Hollywood Royalty Remix)" de SuperGlam DQ (temporada 12)
- "Bring Back My Girls" de You're a Winner, Baby (temporada 13)
- "Catwalk (feat. Skeltal Ki)" de Mamaru (temporada 14–15)

El álbum RuPaul Presents: The CoverGurlz, lanzado el 28 de enero de 2014, es un disco donde las concursantes de la temporada 6 realiza un cover de un éxito de RuPaul. El 3 de febrero de 2015 fue publicado RuPaul Presents: CoverGurlz2, esta vez con las drag queens de la temporada 7.
Seis sencillos promocionales han sido editados por las concursantes del programa:
- El primero, titulado "Can I Get an Amen", se lanzó en 2013 y contó con ocho participantes de la temporada 5: Alaska, Alyssa Edwards, Coco Montrese, Detox, Ivy Winters, Jade Jolie, Jinkx Monsoon y Roxxxy Andrews. Esta canción fue una parodia del sencillo benéfico "We Are the World".
- El segundo surgido del programa fue una canción de rap titulada "Oh No She Better Don't ", de 2014. Contó con las nueve participantes restantes del reparto de la temporada 6: Adore Delano, Ben DeLa Creme, Bianca Del Rio, Courtney Act, Darienne Lake, Joslyn Fox, Laganja Estranja, Milk y Trinity K. Bonet.
- El tercer sencillo, "Read U Wrote U", fue lanzado en 2016. Presentó a las 4 mejores concursantes de All Stars 2; Alaska, Katya, Detox y Roxxxy Andrews. Es el más exitoso de los sencillos promocionales de Drag Race, alcanzando el número 29 en las listas de baile y electrónicas.[60]
- El cuarto sencillo, "Category Is", presentó a los 4 mejores participantes de la temporada 9; Peppermint, Sasha Velour, Trinity Taylor y Shea Couleé. Fue lanzado en iTunes el 20 de abril de 2018.[61]
- El quinto sencillo, "Kitty Girl", presentó a los 4 mejores participantes de All Stars 3: Kennedy Davenport, Shangela, Bebe Zahara Benet y Trixie Mattel. Se ubicó en el número 99 en el UK Singles Chart, lo que le dio a RuPaul su primera entrada en el Reino Unido en 20 años.[62][63]
- El sexto sencillo, "American", presentó a los 4 mejores participantes de la temporada 10: Aquaria, Asia O'Hara, Eureka O'Hara y Kameron Michaels.
- El séptimo sencillo, "Queens Everywhere", presentó a los 5 mejores participantes de la temporada 11: Yvie Oddly, A'keria C. Davenport, Vanessa Vanjie Mateo, Silky Nutmeg Ganache y Brooke Lynn Hytes.

Después de Drag Race, muchas concursantes del programa han iniciado o potenciado sus carreras musicales, con algunos éxitos significativos. Los álbumes lanzados incluyen PG-13, Taxidermy y Battle Axe de la ganadora de la temporada 4, Sharon Needles; los álbumes de música country Two Birds y One Stone, ambos de la ganadora del All Stars 3, Trixie Mattel; Till Death Do Us Part y After Party, por la subcampeona de la temporada 6, Adore Delano; y Call My Life por Blair St. Clair de la temporada 10. También se han formado grupos musicales, como The AA Girls, trío compuesto por Alaska, Courtney Act y Willam.

### Películas
- Hurricane Bianca (2016)
- Cherry Pop (2017)
- Hurricane Bianca 2: From Russia with Hate (2018)

### Podcasting
El podcast de RuPaul: What's The Tee? With Michelle Visage debutó el 6 de abril de 2014. RuPaul copresenta este espacio semanal junto a Michelle Visage. El formato del podcast es de charlas donde presentan sus opiniones sobre temas que incluyen escenas ocultas de Drag Race de RuPaul, consejos de vida, consejos de belleza y conversaciones con invitados destacados del mundo del entretenimiento.

### Series
- Dancing Queen (Netflix, estreno: 5 de octubre de 2018)
- Drag Tots
- AJ and the Queen (Netflix, estreno: 10 de enero de 2020)